# O Casamento de Romeu e Julieta
O Casamento de Romeu e Julieta é um filme brasileiro de 2005, do gênero comédia romântica, dirigido por Bruno Barreto, com roteiro baseado na peça teatral Romeu e Julieta, de William Shakespeare.

## Enredo
Após pequena introdução, a história vem a se passar a partir do ano de 1999. Alfredo Baragatti é um palmeirense fanático, que faz tudo por seu time do coração. Sua filha, Julieta, foi batizada não em referência ao romance de William Shakespeare, e sim pela junção dos nomes de dois ex-jogadores do Palmeiras: Julinho e Echevarrieta. Educada desde cedo para também ser fanática pelo time, é a capitã do time de futebol feminino do Palmeiras, além de já ter sido eleita musa do clube.
Romeu, por sua vez, é líder da torcida corintiana, tradicionalmente o maior rival do Palmeiras. Ele é um oftalmologista viúvo, que mora com seu filho único Zilinho e sua avó Nenzica, por quem foi criado após ter perdido os pais em um trágico acidente de avião. A avó de Romeu é uma corintiana fanática, e assim educou o neto e, por conseguinte, o bisneto. Zilinho é um jovem descolado e sonhador que namora uma jovem aprendiz de mágica, Joana. Em um Derby Paulista, Julieta conhece Romeu, se impressionando quando ele, sozinho, inflama os demais torcedores corintianos a continuarem a apoiar o time após sair perdendo para o rival; a reação dá certo e o Corinthians consegue empatar. Volta a vê-lo na saída do clássico, e se encanta com o cavalheirismo dele em carregar a avó, fatigada.
Após a partida, porém, Julieta tem a desagradável notícia de que os conselheiros do Palmeiras optaram por desativar a equipe de futebol feminino do clube, e que seu próprio pai, um dos conselheiros, nada tinha feito para impedir. Irritada, ela atira na lareira da casa a faixa de musa palmeirense. Seu pai imediatamente retira a faixa das chamas, fazendo com que acidentalmente elas machuquem um dos olhos da filha. Ela então volta a encontrar, casualmente, Romeu, que é o médico que lhe atende. Ele também se encanta pela moça e a química entre os dois se desenvolve rapidamente, programando um encontro naquele mesmo dia.
No encontro, ambos trocam informações de suas vidas pessoais, o que naturalmente inclui futebol. Antes que Romeu se declarasse corintiano, Julieta afirma que vem de uma família fanática pelo Palmeiras e que os pais jamais aceitariam uma relação dela com um torcedor rival. Ele, então resolve fingir ser palmeirense para que ela não perca o encanto por ele. Julieta nota a mentira, pois consegue avistar um chaveiro dele com o distintivo do Corinthians, mas resolve disfarçar, gostando da atitude de Romeu. Todavia, as duas primeiras noites de amor dos dois não dão certo porque Romeu não consegue deixar de se abalar com as inúmeras referências ao Palmeiras no quarto de Julieta. Ela então lhe revela que já sabia da realidade, dando-lhe um preservativo da marca Corinthians, o que finalmente faz com que eles consumam a relação.
Romeu, porém, aceita continuar fingindo-se de palmeirense para agradar aos sogros, a quem é finalmente apresentado. Consegue convencer Alfredo, tendo passado bom tempo estudando a história do clube rival. A sogra, todavia, já conhecia Romeu dos tempos de faculdade, e lembra-se que ali ele demonstrava diariamente seu amor pelo Corinthians. Mas, convencida por Julieta, resolve manter a encenação, que passa a se mostrar cada vez mais angustiante para Romeu, que tem de encarar um novo clássico lutando para não demonstrar seu sofrimento com a derrota de 0 x 3 do time que torce de verdade. Após a partida, ele é visto pela família, a quem assegurara que ficaria em casa por não sentir-se bem, entre os rivais. Desgostosa, a avó o deserda.
Os vínculos com a família de Julieta se estreitam cada vez mais com a notícia de que ela engravidou. Romeu, com isso, sente-se mais confortável para revelar a verdade a Alfredo, mas, ao formular uma introdução para tal, acaba tendo suas palavras interpretadas pelo sogro como quem foi-lhe pedir a mão da filha em casamento. Romeu então perde a coragem e ainda tem de ver um eufórico Alfredo fazendo com que ele se tornasse sócio do clube; desta forma, o genro poderia acompanhá-lo juntamente com os demais conselheiros do Palmeiras na viagem da diretoria à Tóquio, para assistir pessoalmente o jogo contra o Manchester United válido pela Copa Intercontinental daquele ano.
O Palmeiras, para alívio de Romeu, perde o jogo (e o título). Na volta do Japão, ele, que por conta do acidente aéreo que matara seus pais, jamais se sentia confortável em um avião, resolve finalmente fazer a revelação a um sofrido Alfredo após a aeronave entrar em forte turbulência. O sogro não reage nada bem, assim como os demais passageiros palmeirenses. Para não ser linchado, Romeu se refugia até o pouso no Brasil na cabine dos pilotos. Sua situação é noticiada em televisão, acabando por ser acompanhada pelas duas famílias. Ele consegue fugir da horda de palmeirenses furiosos e se reconcilia com sua família. Os Baragatti, por sua vez, passam por crises: Alfredo é licenciado compulsoriamente do conselho do Palmeiras e, não aceitando mais a relação da filha, insinuando inclusive que não permitiria que Romeu participasse da criação da criança esperada por Julieta, faz com que ela opte por deixar a casa e ir morar com o amado.
Ela o faz quando o pai está fora de casa. Ao deparar-se com a situação, Alfredo vai imediatamente ao prédio de Romeu para buscar à força a filha, armando grande confusão com a família deste e com outros moradores do edifício. Envergonhada, sua esposa revela-lhe na frente de todos que sempre detestou futebol e a forma que o marido priorizava o clube à própria família. Alfredo é deixado sozinho. Desconsolado, ele ouve, sem que Romeu perceba, este pedindo a São Jorge ajuda na situação, pois ama Julieta demais. Resolve então aceitá-lo.
O filme encerra-se com as duas famílias em paz, com Julieta conseguindo ainda formar um time de futebol feminino que leva as cores dos dois clubes: o preto do Corinthians, o verde do Palmeiras e o branco de ambos. No fim, ocorre a cena que faz jus ao título, com ela e Romeu casando-se em cerimônia que, além de reunir os familiares, conta com metade das poltronas da igreja formada por torcedores corintianos, e outra por palmeirenses, com cada grupo estendendo suas faixas e abençoando a união.

## Elenco
- Luana Piovani .... Julieta
- Marco Ricca .... Romeu
- Martha Mellinger .... Belinha
- Luis Gustavo .... Alfredo Baragatti
- Berta Zemmel .... Nenzica
- Mel Lisboa ... Joana
- Leonardo Miggiorin .... Zilinho
- Marina Person .... repórter
- Yunes Chami... Síndico
- Luah Galvão .... Aeromoça
- José Vasconcellos ... Padre
- Renato Consorte....Imparato
- Márcio Ribeiro